# Atletismo nos Jogos Pan-Americanos de 1979 - Salto em distância masculino
A prova do salto em distância masculino nos Jogos Pan-Americanos de 1979 foi realizada em San Juan, Porto Rico.

## Medalhistas
| Ouro                               | Prata                 | Bronze                        |
| João Carlos de Oliveira BRA Brasil | David Giralt CUB Cuba | Carl Lewis USA Estados Unidos |

## Resultados
| Posição           | Nome                    | Nacionalidade         | Marca | Notas |
| ----------------- | ----------------------- | --------------------- | ----- | ----- |
| Medalha de ouro   | João Carlos de Oliveira | BRA Brasil            | 8.18  |       |
| Medalha de prata  | David Giralt            | CUB Cuba              | 8.15  |       |
| Medalha de bronze | Carl Lewis              | USA Estados Unidos    | 8.13  |       |
| 4                 | Altevir de Araújo       | BRA Brasil            | 7.73  |       |
| 5                 | Rey Quiñones            | PUR Porto Rico        | 7.52  |       |
| 6                 | Richard Rock            | CAN Canadá            | 7.31  |       |
| 7                 | Agustín Newland         | CUB Cuba              | 7.31  |       |
| 8                 | Calvin Greenaway        | ANT Antígua e Barbuda | 6.85  |       |